# Ramot Menashe
Ramot Menashe (hebreiska: רמות מנשה) är en ort i Israel.   Den ligger i distriktet Norra distriktet, i den norra delen av landet. Antalet invånare är 1 033.